# Donatella Raffai
Donatella Raffai (Fabriano, 8 settembre 1943 – Roma, 8 febbraio 2022) è stata una conduttrice televisiva e giornalista italiana.

## Biografia
Figlia secondogenita dell'ammiraglio Antonio Raffai e di Maria Jelardi, entrambi di nobili famiglie, una veneta e l'altra campana, era — per parte materna — pronipote del senatore marchese Nicola Polvere, mentre da parte paterna vi era una parentela con Curzio Malaparte. 
Nata casualmente a Fabriano, nelle Marche, dove i suoi si trovavano per motivi legati alla guerra in atto, trascorse i primi anni seguendo il genitore nei vari spostamenti di lavoro, abitando tuttavia per lunghi periodi a Roma e soprattutto San Marco dei Cavoti, in provincia di Benevento, paese di sua madre, a casa dei nonni materni il generale medico della Regia Marina Carlo Jelardi e Ida Luchini.

### Gli esordi nel cinema e nel settore discografico
Passata a risiedere stabilmente a Roma, inizia la carriera nel mondo dello spettacolo come attrice, appena sedicenne, nel film del 1960 Dolci inganni di Alberto Lattuada, dove interpreta una studentessa. In seguito inizia a lavorare nel settore discografico per la RCA come responsabile delle pubbliche relazioni e anche curatrice d'immagine di alcuni cantanti a cominciare dalla giovanissima Nada, affiancandola nel suo debutto al Festival di Sanremo 1969. Affiancò poi nel debutto l'esordiente Claudio Baglioni, e lei stessa apparve in alcune scene del video promozionale del brano Una favola blu del 1970, esperienza che rievocherà poi nello show Anima mia, del 1997, dedicato appunto a Baglioni.
Negli stessi anni rileva a Roma una quota del Piper, celebre locale della vita notturna capitolina in via Tagliamento.

### La carriera in Rai e il successo diChi l'ha visto?
Come regista e autrice realizza per l'Istituto Luce alcuni documentari del ciclo I mestieri delle donne, mentre nel 1971 inizia a lavorare alla Rai dove cura la regia e conduce alcune trasmissioni radiofoniche (Voi e io, Radio anch'io, Chiamate Roma 3131), approdando poi in TV alla fine degli anni ottanta, sempre in Rai, come autrice e conduttrice di varie trasmissioni di approfondimento giornalistico e di cronaca della Rai 3 di Angelo Guglielmi, come Telefono giallo, Filò, Posto pubblico nel verde e Camice bianco.
Nel 1989 arriva il successo con la conduzione del programma Chi l'ha visto?, condotto assieme a Paolo Guzzanti (nella prima edizione del 1989) e a Luigi Di Majo (edizioni 1989-1990 e 1990-1991), e in seguito da sola, al quale dà uno stile incisivo e accattivante che riscuote enorme consenso, tanto che nel 1990 la Raffai vince sia il Telegatto che l'Oscar TV come personaggio televisivo femminile dell'anno. Nel pieno boom della cosiddetta TV utile, il programma raggiunge un apice di popolarità che resta tra i migliori risultati "storici" di Rai 3.

### La fama negli anni novanta
Negli anni novanta Donatella Raffai è stata un personaggio molto popolare, tanto da essere imitata da Corrado Guzzanti nella trasmissione satirica Scusate l'interruzione e da altri in alcuni programmi televisivi e radiofonici. È anche citata in una canzone parodistica di Stefano Nosei sull'alcolismo che in una strofa recitava: il fegato lo perderai...e lo cercherà la Raffai; altra citazione in un brano umoristico di Enzo Iacchetti: non lo trovarono mai... alla faccia della Raffai, mentre nel 1995 il cantante Pino Campagna incide il Donatella Raffai Twist.

### Altri programmi TV e il ritorno aChi l'ha visto?
Nell'autunno del 1991, decisa a intraprendere nuove sfide per la sua carriera lascia la conduzione del programma che aveva portato al successo e che le aveva dato la fama e si dedica a Parte civile in prima serata su Rai 3, format di denuncia di ingiustizie verso i cittadini. La trasmissione prosegue per tutta la stagione, ma non viene riproposta nei palinsesti dell'annata successiva.
Nell'autunno del 1992 conduce sempre su Rai 3 il preserale 8262, rubrica quotidiana nata con l'obiettivo di fare da traino al TG3 delle 19, che non riscuoterà il successo sperato, venendo cancellata dopo poche settimane. In seguito a ciò torna nel gennaio del 1993 alla conduzione del programma al quale è ancora oggi indissolubilmente legato il suo nome per il grande pubblico, Chi l'ha visto?, che questa volta presenta da sola nella stagione 1993, iniziata appena dopo la chiusura di Telefono Giallo, e poi nella successiva stagione 1993-1994, quest'ultima però non terminata (viene infatti sostituita nell'aprile 1994 da Giovanna Milella).
Ispirandosi alla sua trasmissione TV è autrice dei libri Chi l'ha visto?, pubblicato dalla Eri edizioni Rai nel 1990, e Scomparsi edito dalla Rizzoli nel 1991, ma già da tempo intenzionata a cimentarsi in nuove e più stimolanti esperienze, nell'autunno del 1994 passa a Rai 2 per condurre il format quotidiano d'approfondimento sulle interrogazioni parlamentari Filo da torcere, che dopo continui slittamenti, viene sospeso dai dirigenti Rai ancor prima di andare in onda: la Raffai avrebbe dovuto condurre il programma a partire dal successivo gennaio su Rai 2 dopo l'edizione del TG2 delle 19:45, destinata a slittare di quarantacinque minuti proprio per far posto alla trasmissione.
Nel gennaio del 1995 approda su Rai 1 per condurre il talk show di seconda serata Anni d'infanzia, realizzato in coda ad un film su tematiche legate all'infanzia, trasmesso dalla rete nella stessa serata. Nella stagione 1995-1996 conduce in tarda notte sempre su Rai 1 il programma Lasciate un messaggio dopo il bip, mentre nella stagione 1997-1998 prende parte come inviata ad alcune puntate di Domenica in, in quell'edizione diretta da Michele Guardì e condotta da Fabrizio Frizzi. Nell'estate 1997 il comune di San Marco dei Cavoti — suo paese d'origine — la invita come ospite d'onore della Settimana dell'Emigrante, evento dedicato appunto a emigrati e illustri concittadini e tra i quali, in questa occasione, c'è anche Lee Iacocca, da lei intervistato.
Per il suo approcciarsi molto professionale a tematiche umanitarie, unito a una certa fermezza severa nella conduzione viene definita come una donna che gronda umanità da tutti gli artigli, frase attribuita ad Antonio Ricci, ma nonostante ciò al di fuori del proprio ruolo mostra un carattere brillante e grande simpatia non del tutto messe in luce nei programmi condotti. La Raffai mostra infatti spiccata autoironia in varie occasioni, come ad esempio in una divertente esibizione con Mario Merola nel brano Indiferentemente durante un'ospitata in un programma di Raffaella Carrà su Rai Due, posando poi per un servizio fotografico sul periodico Gente Mese con Lino Banfi e dedicato alle coppie impossibili, e, soprattutto, partecipando nel 1999 al film La guerra degli Antò in un breve cameo nel ruolo di se stessa, conduttrice di un'improbabile puntata di Chi l'ha visto?.

### L'esperienza a Mediaset e la fine della carriera
Dopo lunghe polemiche con la Rai alla fine del 1999, passa a lavorare a Mediaset come conduttrice di Giallo 4, format di Rete 4 concepito come un remake del Telefono giallo di Rai 3, dedicato a fatti di cronaca nera italiana rimasti irrisolti, ma non confermato nelle successive stagioni per gli scarsi ascolti registrati. È l'ultimo programma TV condotto da Raffai prima di abbandonare il mondo televisivo e ritirarsi a vita privata.
È morta a Roma, dopo una lunga malattia, l'8 febbraio 2022 all'età di 78 anni. Il funerale è stato celebrato la mattina dell'11 febbraio presso la chiesa del Preziosissimo Sangue di Nostro Signore Gesù a Tor di Quinto.

## Vita privata
Coniugata e in seguito divorziata, ebbe due figli, Francesco e Federica. Sul finire degli anni sessanta si risposò con il "re dei nightclub" Fabrizio Bogiankino iniziando successivamente una trentennale relazione con Silvio Maestranzi, ex regista Rai che sposò nel 2021.
Ritiratasi dalle scene nel 2000, decise di vivere in riserbo assoluto, trasferendosi dapprima da Roma a Morlupo e poi in Costa Azzurra. Negli ultimi anni faceva la spola tra Roma e Beaulieu-sur-Mer, dove l'aveva rintracciata il giornalista del Corriere della Sera Massimiliano Jattoni Dall'Asén.

## Filmografia
- Dolci inganni, regia di Alberto Lattuada (1960)
- La guerra degli Antò, regia di Riccardo Milani (1999) – cameo

## Programmi televisivi
- Chi ci invita? (Rete 3, 1981)
- Telefono giallo (Rai 3, 1987)
- Filò (Rai 3, 1988)
- Camice bianco (Rai 3, 1988)
- Posto pubblico nel verde (Rai 3, 1988)
- Chi l'ha visto? (Rai 3, 1989-1991, 1993-1994)
- Parte civile (Rai 3, 1991-1992)
- 8262 (Rai 3, 1992)
- Anni d'infanzia (Rai 1, 1995)
- Lasciate un messaggio dopo il bip (Rai 1, 1995-1996)
- Domenica in (Rai 1, 1997)
- Giallo 4 (Rete 4, 1999-2000)

## Programmi radiofonici
- Sala F - Dialogo aperto con gli ascoltatori sui problemi della donna (Rai Radio 2, 1977-1978)
- Anche questo è Natale - Speciale Sala F (Rai Radio Due, 1977)
- Radio Due VentunoeVentinove (Rai Radio Due, 1977)
- Radio Due VentunoeVentinove Estate (Rai Radio Due, 1977)
- Radio anch'io (Rai Radio 1, 1978)

## Libri
- Intervento in Chi l'ha visto?, a cura di Roberto Olla, Torino, Nuova ERI, 1990. ISBN 88-397-0600-3.
- Scomparsi, Milano, Rizzoli, 1991, ISBN 88-17-84085-8.

## Riconoscimenti
- Gran Premio Internazionale dello Spettacolo
  - 1990 – Telegatto al personaggio televisivo femminile dell'anno
  - 1990 – Telegatto per Chi l'ha visto? nella categoria TV Utile
  - 1991 – Telegatto per Chi l'ha visto? nella categoria TV Utile
- Premio regia televisiva
  - 1990 – Oscar TV come personaggio televisivo femminile dell'anno

## Omaggi
Il 17 settembre 2022 le è stata dedicata un'epigrafe commemorativa, a San Marco dei Cavoti, in corso Garibaldi, nei pressi della casa dei nonni in cui visse quando era adolescente.

## Premio Donatella Raffai
Istituito dal regista Silvio Maestranzi e dallo scrittore Andrea Jelardi, rispettivamente marito e cugino della conduttrice, il Premio Donatella Raffai,  progettato dall'artista Lucia Di Nicolantonio, viene conferito annualmente a personalità che si sono distinte nel settore della televisione. 
Vincitori del premio: 
- I°EDIZIONE 17 settembre 2022 – Luigi Di Majo co-conduttore di Chi l'ha visto?. San Marco dei Cavoti, Municipio
- II° EDIZIONE 5 luglio 2024 – Giovanna Botteri giornalista e inviata Rai, Roma, Ministero della Cultura, Sala Spadolini
- III EDIZIONE 16 giugno 2025 -  Gianluigi Nuzzi conduttore Mediaset, Benevento Festival BCT, Piazza F.Torre

Una sezione del premio - denominata premio Donatella Raffai Opera dell'Anno - viene invece conferita annualmente a San Marco dei Cavoti a un volume di recente pubblicazione particolarmente rilevante nell'ambito della saggistica sulla TV, il cinema e lo spettacolo.
Vincitori del premio
- 5 ottobre 2024 – Irene Cocco per il libro Il postino la metafora di un'emozione (ed. La Valle del tempo, 2024), dedicato all'ultimo film di Massimo Troisi. San Marco dei Cavoti, Municipio